# Ray Rowe
Raymond Henry Rowe (Rota, provincia de Cádiz, España, 28 de julio de 1969) es un exjugador de fútbol americano que jugó en la NFL para los Washington Redskins y los Minnesota Vikings en la posición de tight end. Jugó como universitario con los San Diego State Aztecs.
Es el primer jugador de fútbol americano nacido en España en haber logrado jugar en la NFL en más de 80 años.